# Saša Martinović (Eishockeyspieler)
Saša Martinović (* 27. September 1984 in Füssen) ist ein ehemaliger deutsch-kroatischer Eishockeyspieler, der unter anderem für die Hamburg Freezers, Krefeld Pinguine, den ERC Ingolstadt, die Grizzly Adams Wolfsburg, Nürnberg Ice Tigers und Iserlohn Roosters in der Deutschen Eishockey Liga aktiv war. Mit dem KHL Medveščak Zagreb wurde er dreimal kroatischer Meister.

## Karriere
Martinović begann seine Karriere auf der Position des Stürmers im Nachwuchs des EV Füssen. Zu Beginn der Saison 2001/02 gehörte der Linksschütze erstmals der Seniorenmannschaft der Leopards an, mit der er fortan in der Oberliga aktiv war. Der damals 17-Jährige konnte sich in der Folgezeit steigern und unterschrieb schließlich zur Spielzeit 2004/05 einen Zweijahresvertrag bei den Hamburg Freezers aus der Deutschen Eishockey Liga.
An der Elbe wurde der Angreifer mit einer Förderlizenz ausgestattet, sodass er auch für den Kooperationspartner, den ETC Crimmitschau aus der 2. Bundesliga, spielberechtigt war. Dort absolvierte Martinović allerdings nur zwei Spiele und stand die meiste Zeit für die Freezers auf dem Eis, die ihn auch öfter als Verteidiger einsetzten. Letzten Endes absolvierte der Deutsch-Kroate in seinem ersten Jahr in der Hansestadt 58 DEL-Spiele, in denen er fünf Scorerpunkte erzielen konnte.
Wegen einer Operation am rechten Fuß im Dezember 2005 konnte Saša Martinović in der Saison 2005/06 nur 37 Begegnungen für die Hamburger bestreiten. Anschließend schloss sich der Abwehrspieler den Krefeld Pinguinen an, wo er sich zu einem Stammspieler entwickelte und insgesamt 102-mal das Trikot der Pinguine trug. Sein Vertrag bei den Rheinländern wurde nach Ablauf zum Ende der Saison 2007/08 nicht verlängert, stattdessen unterschrieb der Verteidiger einen Kontrakt beim ERC Ingolstadt, für den er ausschließlich in der Spielzeit 2008/09 aufs Eis ging. Anschließend verließ er den ERC wieder und wechselte zur Saison 2009/10 den Grizzly Adams Wolfsburg, mit denen er in der Saison 2010/11 Vizemeister wurde. Im Juli 2011 wurde Martinović vom KHL Medveščak Zagreb aus der Erste Bank Eishockey Liga verpflichtet. Ab 2013 spielte er mit dem kroatischen Hauptstadtklub in der Kontinentalen Hockey-Liga. Zudem nahm er auch mit der zweiten Mannschaft Medveščak an den Playoff-Spielen um die kroatische Landesmeisterschaft teil und wurde so 2012, 2013 und 2014 kroatischer Landesmeister. Im Oktober 2015 nahmen ihn die Nürnberg Ice Tigers für vorerst vier Wochen unter Vertrag. Er verbrachte zwei Saisons bei den Ice Tigers, bevor er 2017 für ebenfalls zwei Spielzeiten zu den Iserlohn Roosters wechselte.
Zur Saison 2019/20 schloss sich der Verteidiger dem EC Bad Tölz in der DEL2 an, wo er erstmals in seiner Profikarriere im selben Team spielte wie sein Bruder Siniša Martinović. Bei den Tölzer Löwen stand er bis zum Ende der Saison 2020/21 unter Vertrag. Anschließend beendete er seine Karriere.

### International
Für Kroatien nahm Martinović erstmals an der Weltmeisterschaft 2014 teil. Als Aufsteiger konnten die Kroaten sich nicht nur in der B-Gruppe der Division I halten, sondern gleich hinter A-Gruppen-Aufsteiger Polen den zweiten Platz belegen. Auch 2015 spielte er für Kroatien in der Division I.

## Erfolge und Auszeichnungen
- 2011 Deutscher Vizemeister mit den Grizzly Adams Wolfsburg
- 2012 Kroatischer Meister mit dem KHL Medveščak Zagreb
- 2013 Kroatischer Meister mit dem KHL Medveščak Zagreb
- 2014 Kroatischer Meister mit dem KHL Medveščak Zagreb

## Karrierestatistik

### International
Vertrat Kroatien bei:
- Weltmeisterschaft der Division I B 2014
- Weltmeisterschaft der Division I B 2015

(Legende zur Spielerstatistik: Sp oder GP = absolvierte Spiele; T oder G = erzielte Tore; V oder A = erzielte Assists; Pkt oder Pts = erzielte Scorerpunkte; SM oder PIM = erhaltene Strafminuten; +/− = Plus/Minus-Bilanz; PP = erzielte Überzahltore; SH = erzielte Unterzahltore; GW = erzielte Siegtore; 1 Play-downs/Relegation; Kursiv: Statistik nicht vollständig)

## Familie
Sein Bruder Siniša Martinović war als Torwart hauptsächlich in der 2. Bundesliga und in der DEL2 aktiv. Der gemeinsame Neffe Jimmy Martinović gab im Jahr 2021 sein Debüt in der DEL.